# Thorr's Hammer
Thorr's Hammer (v překladu z angličtiny Thórovo kladivo) byla norsko-americká death/doommetalová hudební skupina založená v zimě na přelomu let 1994/1995 v Seattlu kytaristy Gregem Andersonem a Stephenem O'Malleym. Dvojice do své kapely naverbovala ještě bubeníka Jamieho Sykese, baskytaristu Jamese Halea a norskou zpěvačku Runhild Gammelsæter, tou dobou 17letou studentku pobývající ve Spojených státech.
Toto hudební uskupení spolu vydrželo pouhých šest týdnů, během nichž vytvořilo třískladbovou nahrávku Dommedagsnatt s texty v norštině a odehrálo dvě koncertní vystoupení. Dommedagsnatt vyšla na audiokazetě u Moribund Records a později byla vydána s bonusy i na CD a gramofonové desce. 

Zpěvačka Runhild Gammelsæter se pak vrátila do norského Osla, aby dokončila vzdělání (získala akademický titul Ph.D.).
Zbývající členové Thorr's Hammer založili sludge/drone/doommetalovou kapelu Burning Witch.
Thorr's Hammer se dali znovu dohromady v roce 2009 pro koncertní vystoupení na Supersonic Festivalu v anglickém Birminghamu a pak ještě o rok později pro vystoupení na The Roadburn Festivalu v nizozemském Tilburgu (odkud vznikla živá nahrávka později vydaná firmou Southern Lord Records pod názvem Live by Command of Tom G. Warrior, Only Death Is Real – 16 April 2010 Roadburn, Netherlands).

## Diskografie
Dema
- Dommedagsnatt (1995)

Live alba
- Live by Command of Tom G. Warrior, Only Death Is Real – 16 April 2010 Roadburn, Netherlands (2019)

Kompilační alba
- Dommedagsnatt / Live by the Command of Tom G. Warrior (2022)